# Dolná Súča
Dolná Súča (Hongaars: Alsószúcs) is een Slowaakse gemeente in de regio Trenčín, en maakt deel uit van het district Trenčín.
Dolná Súča telt 2.974 inwoners.